# Howl (singolo)
Howl è un singolo del gruppo Rock Scozzese Biffy Clyro pubblicato il 4 agosto 2016.

## Descrizione
Il brano tiene uno stile più allegro rispetto allo stile rabbioso e malinconico dei Biffy Clyro.